# Theodor Hillenhinrichs

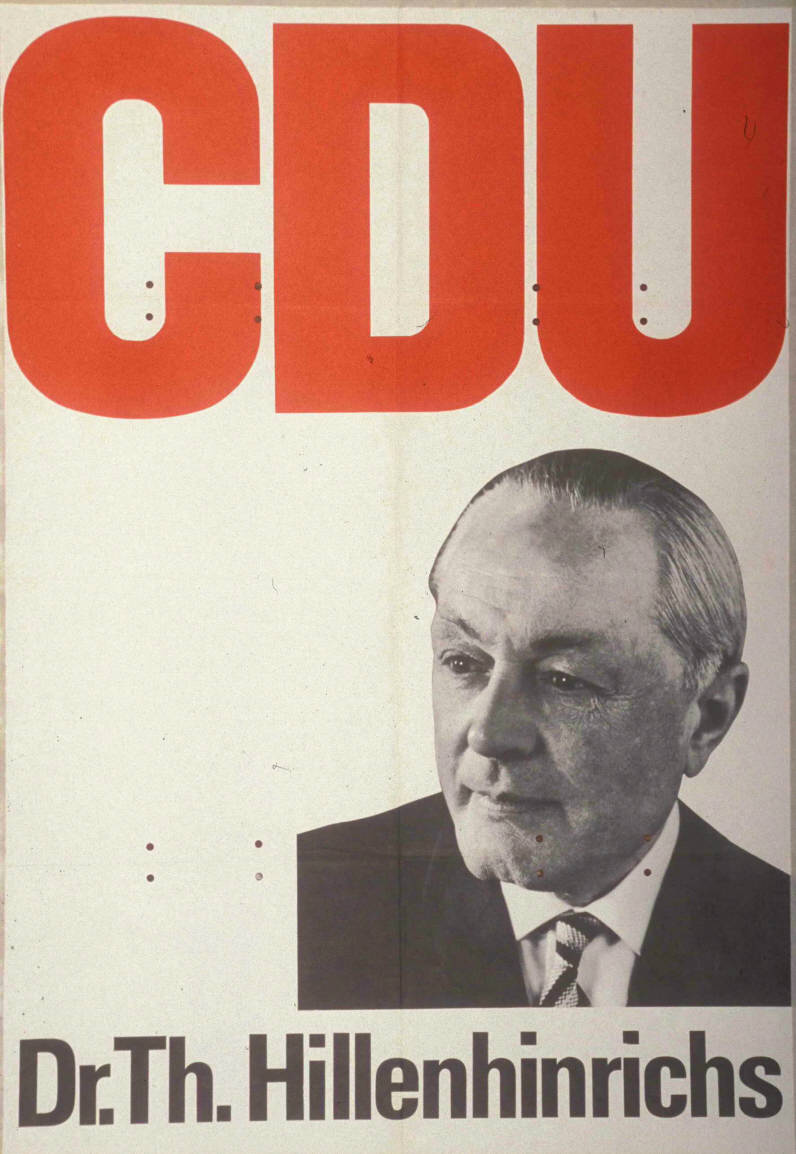
Hillenhinrichs auf einem Wahlplakat zur Bundestagswahl 1965

Theodor Hillenhinrichs (* 5. März 1901 in Damme; † 27. Mai 1990) war ein deutscher Politiker und Landtagsabgeordneter (CDU).

## Leben und Beruf
Nach dem Besuch der Volksschule und des Gymnasiums studierte er an den Technischen Hochschulen in Aachen und Berlin. Er war seit dem Studium Mitglied der katholischen Studentenverbindungen KStV Carolingia Aachen und KStV Burgundia Berlin im KV. Ab 1926 war er im Ruhrbergbau tätig. Er war Steiger, Betriebsführer, Wirtschaftsingenieur, Betriebsdirektor und Bergwerksdirektor. Zum 1. Mai 1933 trat er der NSDAP bei (Mitgliedsnummer 2.207.983).
1952 wurde er Mitglied der CDU und war in zahlreichen Parteigremien aktiv.

## Abgeordneter
Vom 15. März 1965 bis zum 23. Juli 1966 war Hillenhinrichs Mitglied des Landtags des Landes Nordrhein-Westfalen. Er rückte in der fünften Wahlperiode über die Reserveliste seiner Partei nach.